# Jason X
Jason X nebo také Jason X: Friday the 13th Part 10 či pouze Friday the 13th Part 10 je americký sci-fi hororový film z roku 2001 režiséra Jamese Isaace. Film je v pořadí 10. dílem v hororové sérii Pátek třináctého.

## Děj
Je 25. století. Jason Voorhees, masový vrah od jezera Crystal Lake, je chycen a uvězněn v bezpečnostním zařízení, hlídán ostrahou. Avšak najde způsob, jak ostrahu zlikvidovat a zabít všechny okolo. To se mu však povede ještě předtím, než ho mladá policistka uvězní v chladicím boxu. Tam, zmrzlý přetrvá nějakých 450 let, než ho najde tým zkoumající staré artefakty. V tu dobu už dávno lidé na planetě Zemi nežijí, místo toho putují vesmírem za pomocí kosmických lodí. V jedné z nich je Jasonovo zmrzlé tělo převáženo, kde se opět probere k životu a začne vraždit posádku celé lodě. Zbytek, který už o živém Jasonovi ví, je odhodlán se bránit nejrůznějšími způsoby. Když už se konečně zdá, že je rozstřílený Jason totálně zničený, zjišťují, že není zdaleka po všem.
Jason se teď díky nano-technologii probudil do své nové podoby se svou novou zbraní a silou. Zbytku přežívající skupiny nezbývá nic jiného, než loď opustit dřív, než je Jason všechny pozabíjí.

## Zajímavost
Tento díl nemá návaznost na předchozí devátý díl, kdy byl Jason zničen pomocí rodinné dýky svou vzdálenou příbuznou.